# João Paulo da Silva
João Paulo da Silva, meglio noto come João Paulo (Curitiba, 22 febbraio 1985), è un calciatore brasiliano, centrocampista dell'Ypiranga-RS.

## Carriera

### Club
Ha giocato nella seconda divisione brasiliana e nella prima divisione dei campionati giapponese e brasiliano.